# 문장원
문장원(紋章院), 계보 문장원(系譜紋章院), 칼리지 오브 암스(College of Arms), 암스칼리지는 잉글랜드, 웨일스, 북아일랜드 및 일부 영연방 왕국에 대한 관할권을 가진 전문 무기 장교로 구성된 왕실 기업이다. 전령관은 영국 주권자에 의해 임명되며 문장학, 새로운 문장 (상징) 수여, 계보 연구 및 가계 기록의 모든 문제에서 왕관을 대신하여 행동할 권한을 위임받는다. 문장원은 또한 육상 깃발 게양과 관련된 문제를 담당하는 공식 기관이며, 깃발 및 기타 국가 상징의 공식 등록부를 유지 관리한다. 영국 왕실에 속해 있지만, 본교는 공공 자금의 지원을 받지 않고 자체 재정을 운영하고 있다.
1484년 영국의 리차드 3세가 왕실 헌장에 따라 설립한 이 문장원은 유럽에 남아 있는 몇 안 되는 공식 문장학 권위자 중 하나이다. 영국 내에는 스코틀랜드의 리옹 법원과 나머지 영국의 무기 문장원이라는 두 개의 기관이 있다. 이 문장원은 창립 이래 런던 시에 본부를 두고 있으며 1555년부터 현재의 퀸 빅토리아 스트리트(Queen Victoria Street)에 자리해 있다. 무기 문장원은 또한 다음과 같은 많은 기념 행사의 계획을 수행하고 컨설팅한다. 대관식, 주 장례식, 연례 가터 서비스 및 주 의회 개회식 등이 있다. 문장원의 전령들은 이러한 경우에 주권자와 동행한다.
문장원은 13명의 장교 또는 전령으로 구성된다. (3명의 무기의 왕, 6명의 무기의 전령, 4명의 무기의 추구자.) 또한 7명의 특별 장교가 있는데, 이들은 의식 행사에 참여하지만 문장원에 속하지는 않는다. 회사 전체는 노퍽 공작이 항상 맡아온 세습 직위인 백작 원수(Earl Marshal)의 감독을 받는다.